# 함덕항
함덕항은 제주특별자치도 제주시 조천읍 함덕리에 위치한 어항이다. 2004년 9월 23일 어촌정주어항으로 지정되었다. 관리청은 제주시, 시설관리자는 제주시장이다.

## 어항 연혁
함덕이라는 이름이 기재된 것은 1270년대초로 약700여년전에 설촌된 것으로 추정된다. 현재 함덕리 4구는 일제시대 황천이란 일본인이 이곳에 와서 멸치가공업을 경영하였기 때문에 왜막이라고 부르는 설도 있으며 그 후 평사동으로 명명되었다. 그러나 기와를 굽던 와굴이 있어서 瓦幕(와막)이었다가 왜막이 되었다는 설도 있다.

## 어항 구역
- 수역: 88,104m2[1]

## 어항 시설
1984년 물양장 51m 축조를 시작으로 현재까지 방파제 414m, 선착장 153m, 물양장 105m가 축조되어 있다.